# Френк Велкер
Франклін Венделл Велкер (англ. Frank Welker) народився 12 березня 1946 року в Денвері. Він є американським кіноактором і актором озвучування. Згідно з даними 2011 року його називають «найуспішнішим актором Голлівуду», оскільки стрічки, в яких він взяв участь, зібрали загалом 6 452 627 268 доларів. З початку своєї кар'єри в 1960-х роках і до 2023 року він знявся в понад 860 фільмах, телевізійних програмах та відеоіграх.
Зазначено, що із загальними світовими касовими зборами в 17,4 мільярда доларів, Френк Велкер є третім найприбутковішим актором усіх часів, за даними на 2011 рік.
Франк Велкер найбільш відомий своєю роллю Фреда Джонса у франшизі «Скубі-Ду», яку він озвучує з моменту створення серії у 1969 році. Його участь у цій франшизі триває і в даний момент, він також виконує голос головного героя з 2002 року. У 2020 році Велкер повторив свою роль у CGI-анімаційному фільмі «Scoob!».
Крім того, він озвучував Жабеня Керміта в «Маппет-немовлята», Щасливого Кролика Освальда в «Епічному Міккі», Мегатрона, Гальватрона, Саундвейва і різних персонажів у франшизі «Трансформери». Він також має на своєму обліку озвучення Маленького помічника Санти та Сніжка II у «Сімпсонах», Шао Кана і Рептилії у фільмі «Смертельна битва» 1995 року, Цікавого Джорджа у франшизі «Curious George», Гарфілда у «Шоу Гарфілда», Ніблера в «Futurama», та титульних персонажів у "Джабберджоу". Також він озвучив Швидкого Баггі у франшизі «Скубі-Ду», Астро та Орбіті в перезапуску «Джетсони» у 1980-х роках, і різні персонажі в «Смурфиках», включаючи вокальні ефекти тварин у різноманітних творах.
У 2016 році Франк Велкер отримав визнання своєї талановитості, здобувши престижну премію «Еммі за життєві досягнення». За свою виняткову роботу в галузі озвучування анімаційних персонажів, він також був визнаний і номінований на премію «Еммі для дітей і сім'ї» у 2022 році за найкращу озвучку в анімаційній програмі.

## Раннє життя
Франк Велкер народився 12 березня 1946 року в Денвері, Колорадо. Його батьками були Меррілл Велкер, гірничий інженер, і Ліліан.

## Кар'єра

### Кар'єра озвучування

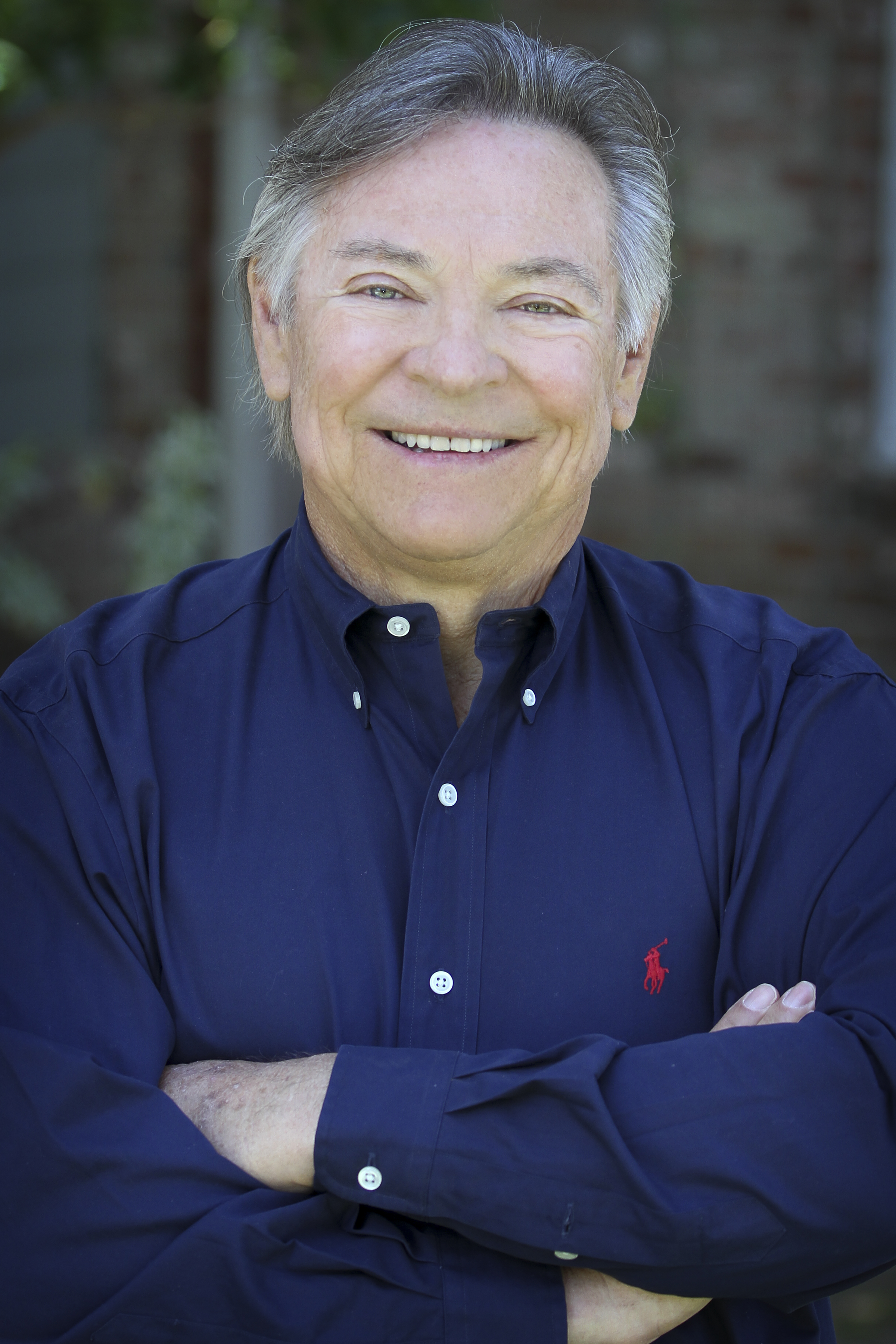
Велкер у 2016 році

Велкер розпочав свою кар'єру як стендап-комік і імпресіоніст у 1967 році, але швидко перейшов до акторської майстерності на екрані та, в подальшому, до озвучування. Його перша ключова роль у озвучуванні відбулася в 1969 році, коли він отримав головну роль Фреда Джонса у франшизі «Скубі-Ду». Протягом багатьох серій та втілень анімаційної франшизи про Скубі-Ду, Велкер озвучував Фреда. Він також перейняв роль озвучування Скубі-Ду з 2002 року.
Після смерті Кейсі Касем у 2014 році Велкер залишається єдиним актором озвучування у франшизі «Скубі-Ду».
Після ролі Фреда Джонса Френк Велкер продовжив свою успішну кар'єру в озвучуванні, здобувши наступні ключові ролі. Однією з таких була роль Чудо-пса, який був натхненний персонажем Скубі-Ду, та Марвіна Вайта в серіалі 1973 року "Супердрузі". Того ж року він озвучив Пуджа та Геббі в мультсеріалі "Комети Бейлі" від DePatie-Freleng Enterprises.
Велкер продовжив працювати з Hanna-Barbera і озвучував різноманітних персонажів, таких як Джабберджоу, Диномут та Шму в «Новому шоу Фреда та Барні», а також у його спін-оффі "Гумористичне шоу Флінстоунів". Френк Велкер описав голос, який він використав для Шму, як «голос бульбашки», і цей стиль голосу пізніше був використаний для Гого Додо в «Пригодах мультяшок».
У 1978 році Френк Велкер взяв участь у фільмі "Fangface", де зіграв головного героя. Він також озвучив цього героя у спін-оффі "Fangface and Fangpuss". Крім того, він виконає голоси Гекла та Джекла, а також Квакули у 'Нових пригодах могутнього миша та Хекл і Джекл". Він також дав голос Вовку та Ведмедю Барні в комедійному шоу «Том і Джеррі».
Протягом 1980-х і 1990-х Френк Велкер став видатним актором озвучування, беручи участь в численних телесеріалах та озвучуючи різноманітних популярних героїв мультфільмів. До його вражаючого списку робіт належать:
- Уні у «Підземелля та дракони».
- Брейн, Доктор Кіготь і M.A.D Кіт у "Інспектор Гаджет".
- Містер Mxyzptlk, Дарксайд і Калібак у "Супердрузі: Легендарне шоу надздібностей".
- Людина-крига та різні персонажі в «Людині-павуку та його дивовижних друзях».
- Жабеня Керміт, Крихітка Бікер та інші персонажі в «Маппет-немовлятах».
- Дикий Білл, Дреднок Факел та різноманітні герої та лиходії в "G.I. Joe".
- Scooter у "Виклик GoBots".
- Рей Станц і Слімер у «Справжніх мисливцях за привидами»[13].
- Лиходій доктор Джеремія Сурд у «Справжніх пригодах Джонні Квеста»[14].
- Печерна качка Бубба та братів Гавс в «Качиних історіях».
- Різні голоси у «Смурфиках».
- Різні персонажі в «Команді рятувальників Капітана Планети».

Френк Велкер мав значний внесок в озвучування персонажів у різних анімаційних шоу:
- У «Сімпсонах» він озвучував різні персонажі, такі як Маленький помічник Санти, Сніжок II та інших тварин з 1991 року до свого виходу з шоу у 2002 році.
- В «Футурамі» він забезпечив голос та звуки для Ніблера, персонажа у фільмі Метта Гронінга.
- У "Аніманіяки"[15] він озвучував містера Плотца, Ранта, Ральфа Вартового, Баттонса та інших персонажів.
- В «Пригодах мультяшок» він виконував голоси Гого Додо, Фурбола, Біпера та інших.
- У "Сильвестр і Твіті: Загадкові історії" він озвучував бульдога Гектора.
- В «Дитячому шоу Тома і Джеррі та Друпі» він озвучував Кота Тома, Мишку Джері і МакВольфа, а також — Друпі та його племінника Дріппла.

Френк Велкер продовжував свою вражаючу роботу в озвучуванні різноманітних персонажів у «Мишачому будинку» з 2001 по 2003 рік. Деякі з його ролей включали:
- Gus Goose.
- Salty the Seal — моржа.
- Figaro — кішки, яка також була відома з класичного мультфільму «Піноккіо».
- Pegasus — персонажа з «Геракулес».
- Абу — мавпеня з «Аладдіна».
- Aracuan Bird — птаха-аракуана.
- Крі-Кі — цвіркача з «Мулан».

Френк Велкер є майстром створення вокальних ефектів для різноманітних тварин та істот у фільмах. Деякі з його вражаючих внесків включають:
- Мавпу Абу, тигра Раджу та Печеру чудес у фільмі «Аладдін» (1992), його двох продовженнях, телесеріалі та рімейку (2019).
- Свиню Арнольда у телевізійному фільмі "Повернення до зелених акрів" (1990).
- Китів у фільмі «Звільніть Віллі 2».
- Шао Кана і Рептилії у фільмі «Смертельна битва» (1995).
- Марсіан у фільмі Тіма Бертона «Марс атакує!» (1996).
- Пінгвінів у фільмі «Пінгвіни містера Поппера» (2011).
- Крики Спока у «Зоряний шлях 3: У пошуках Спока» (1984).
- Голос The Thing у "Золота дитина"[16] (1986).
- Робота Джинкс у "Космічний пікнік" (1986).
- «Тоторо» в англійській версії «Мій сусід Тоторо» (1988) від Studio Ghibli.
- Alien Sil у «Особина» (1995).
- Малеболджію у «Спаун» (1997).
- Кота Гаргамеля Азраеля у версіях мультфільму «Смурфики» від Sony Pictures Animation.

У 2006 році Френк Велкер почав озвучувати Джорджа в популярному дитячому серіалі "Допитливий Джордж". Він також позичив голос цьому персонажу в однойменному анімаційному фільмі того ж року. У 2007 році Велкер став новим голосом Гарфілда після того, як Білл Мюррей покинув цю роль, і замінив актора Лоренцо Музика, який помер у 2001 році. Велкер озвучив Гарфілда в фільмах «Справжній Гарфілд» (2007), "Фестиваль Гарфілда" (2008), "Вихованці Гарфілда" (2009) і в серіалі "Шоу Гарфілда", який виходив з 2008 по 2016 рік. У 2011 році він також виступив як озвучувач Бетмена в кросоверному сегменті Скубі-Ду в епізоді «Бетмен: Відважний і сміливий», під назвою «Bat-Mite Presents: Batman's Strangest Cases!». У цьому ж епізоді він також озвучував Бетбоя, класичну пародію Бетмена від Mad Magazine, спочатку створеного Воллі Вудом.
Френк Велкер вніс свій внесок у світ відеоігор, озвучуючи різноманітних персонажів:
- У відеогрі "Епічний Міккі" він озвучив Освальда, Щасливого кролика та Тіньову пляму.
- У її продовженні, "Епічний Міккі 2: Сила двох", він також виконував озвучення Освальда та інших персонажів.
- На відеогрі «StarCraft II: Heart of the Swarm» він позичив голос Зурвану, якого також називають Древній.
- У серії відеогр Baldur's Gate він озвучив божевільного мага Кзара.
- В Lego Marvel's Avengers він повторив свою роль як Одіна, яку він грав у "Месники, загальний збір!".

У 2016 році Френк Велкер отримав високу визнання свого внеску в галузь творчого мистецтва, отримавши нагороду «Еммі» за життєві досягнення на 43-й церемонії вручення премії «Еммі».

### Акторська кар'єра

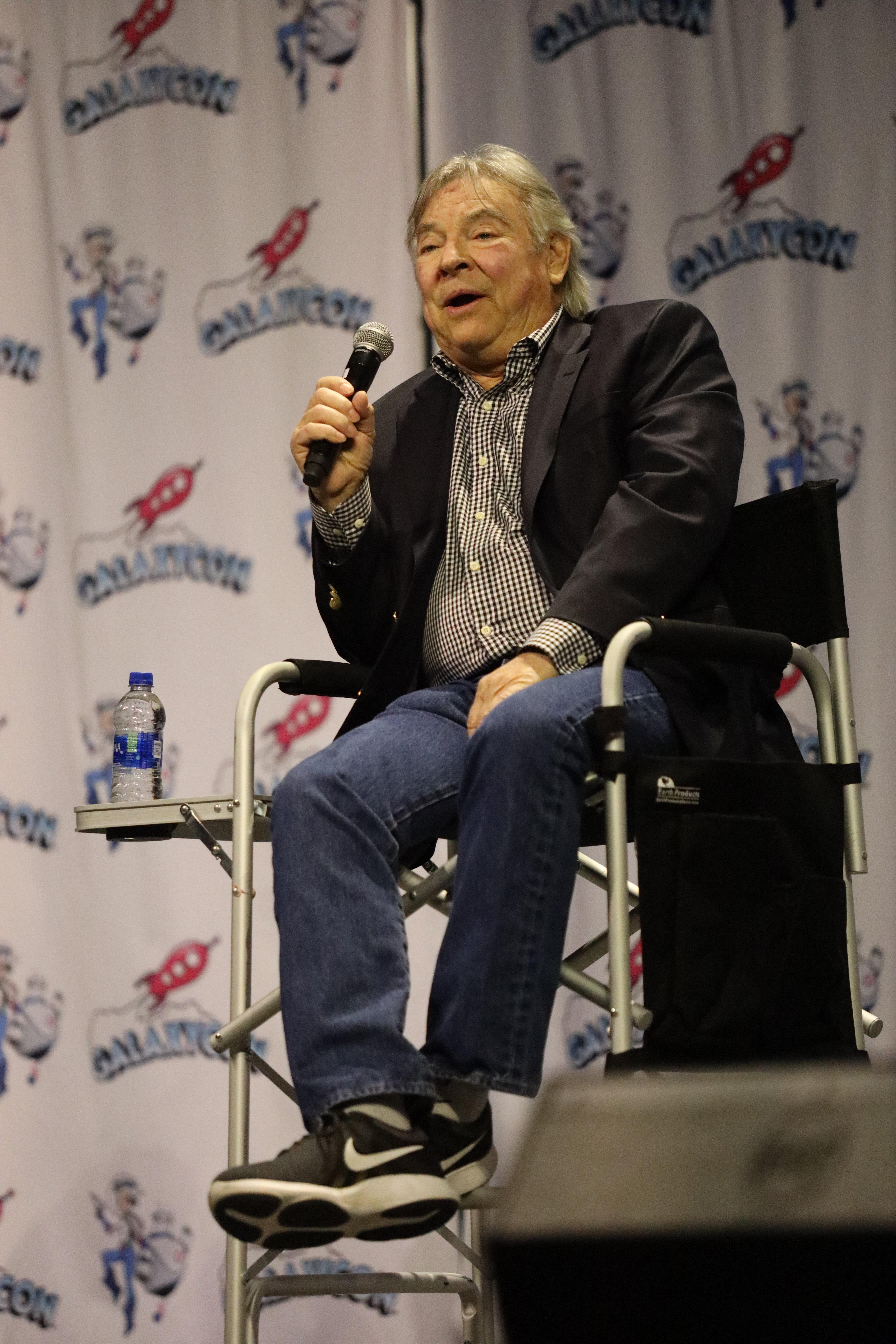
Велкер на GalaxyCon 2020

Першою роллю Френка Велкера на камері була роль студента Ратгерського університету, який подружився з Елвісом Преслі у фільмі "Неприємності з дівчатами" (1969). Його наступною роллю в кіно стала фільм Disney "Комп'ютер у кросівках" (1969), де він знявся разом із Куртом Расселом. Пізніше він грав разом із Доном Ноттсом у фільмі студії Universal "Як підставити фігга" (1971), з'явився у фільмі "Брудний маленький Біллі" (1972) і в "Шоу Пола Лінда" (1972).
Френк Велкер також здобув популярність на телебаченні, беручи участь у різних серіалах та шоу. Він з'явився в таких телесеріалах і програмах, як "Laugh-In", "Love, American Style", "Сім'я Партриджів" і "Шоу Дона Ноттса". Він виконав роль прокурора у відомому спеціальному серіалі ABC "Суд над генералом Ямашітою" і грав капітана Пейса поруч із Йоссаріаном Річарда Дрейфуса в пілотній програмі Paramount Television «Пастка-22». Також його можна було побачити у шоу "Роуен і Мартін: сміх", "Шоу Майка Дугласа", "Сьогоднішнє шоу", "Шоу Мерва Гріффіна", "Шоу братів Смотерс", "Година комедії Бернса та Шрайбера", "Лаф Трекс".
Френк Велкер продовжував розширювати своє портфоліо на екрані, граючи різні ролі:
- У серіалі "Саймон і Саймон" (1984) він зіграв роль актора озвучення у відповідному епізоді.
- У «Качиній фабриці»[19] він зіграв роль актора-конкурента, який намагався вкрасти роль Диппі Дака у колеги, актора голосу Воллі Вустера (Дон Мессік).
- Пізніше він з'явився у фільмі Стівена Содерберга «Інформатор!» (2009), де грав роль батька Метта Деймона.

У 1978 році Френк Велкер взяв участь у шоу "The Dean Martin Celebrity Roast to George Burns". Вітаючи Бернса, він продемонстрував свої вражаючі здібності імпресіоніста, виконавши голоса Волтера Кронкайта, Генрі Кіссінджера, Мухаммеда Алі, Девіда Фроста та Джиммі Картера. У 1987 році він також виступив зі стендап-комедією в епізоді короткочасного телешоу "Продовжуйте круїз".

### Трансформери
У 1980-х роках Френк Велкер відзначився своїм внеском у оригінальному мультсеріалі «Трансформери». Він взяв участь в озвучуванні численних повторюваних персонажів, представників як десептиконів, так і автоботів. Серед його ролей були лідер Мегатрон, Саундвейв, Скайварп, Міксмастер, Рамбл, Френзі, Раведж та Ретбет, а також автоботи Міраж, Трейлбрейкер та Сладж. Велкер також взяв на себе роль Вілі в фільмі «Трансформери: Фільм» (1986) і після фільму відзначився як Ґальватрон, взявши на себе цю роль після Леонарда Німоя, а також озвучив Хромдома та Пінпоінтера.
У 2010 році Френк Велкер повторив свої ролі Мегатрона та Саундвейва в серіалі «Трансформери: Прайм» та відеогрі "Трансформери: Покоління 1" та "Трансформери: Руйнування". У серіалі «Прайм» Велкер суттєво змінив голос Мегатрона, щоб надати йому більш зловісний звук, відхиляючись від його зображення у Поколінні 1. Після цього у 2015 році в серіалі «Трансформери: Роботи під прикриттям» Велкер знову взяв на себе роль Саундвейва, порушивши обітницю мовчання, яку він дав після подій у «Прайм». Його участь в цих продуктах продовжила враховувати його вплив на світ «Трансформерів».
Френк Велкер повернувся до своїх ролей у «Трансформерах», зобразивши Мегатрона та Саундвейва як частину пародії в епізоді третього сезону «Робоцип», який вийшов в ефір незабаром після виходу першої частини серії живих бойовиків. Також у другій частині фільму «Трансформери: Помста полеглих» (2009) він приєднався до озвучення та повторив ролі Саундвейва та Ревейджа, а також озвучив Ґріндора, Девастатора та Рідмена. У третьому фільмі «Трансформери: Темна сторона Місяця» (2011) він знову зіграв свою роль Саундвейва, а також взяв на себе ролі Шоквейва та Барикади. У фільмі «Трансформери: Час вимирання» (2014) він повторив свою роль Гальватрона, але голос був схожий на його образ Мегатрона в «Трансформерах: Прайм». Його участь в цих проектах підкреслює його довгостроковий вклад у франшизу «Трансформери».
Френк Велкер не озвучував Мегатрона в перших трьох бойових фільмах «Трансформери» (вони були озвучені Х'юго Вівінг). Однак він озвучив Мегатрона у двох відеоіграх, заснованих на перших двох фільмах, а також у тематичних парках розваг Universal Studios Singapore, Universal Studios Hollywood і Universal Studios Florida, "Трансформери: Поїздка". У п'ятій частині серії фільмів «Трансформери: Останній лицар» (2017) він нарешті повторив голос Мегатрона, знову використавши свою версію голосу персонажа «Трансформери: Прайм».
На момент 2019 року Френк Велкер продовжував використовувати свій голос для Мегатрона, спілкуючись з різними медіа у зв'язку зі світом «Трансформерів». Він чергує його зображенням з Generation 1 і Prime.

## Особисте життя
Велкер заявляє, що він зустрічався з актрисою Памелою Сью Мартін і своєю колегою по серіалу «Діти Том і Джеррі», а також Терезою Ганзел, що грає в «Друпі, головному детективі». Він є хорошим другом свого давнього партнера по фільму «Трансформери» та актора озвучування Пітера Каллена.
Ліцензований пілот з 2010 року, Велкер активно користується своїм Beechcraft Bonanza B36T, базуючись в місцевому аеропорту загальної авіації в окрузі Лос-Анджелес, Каліфорнія.